# Inter Versicherungsgruppe

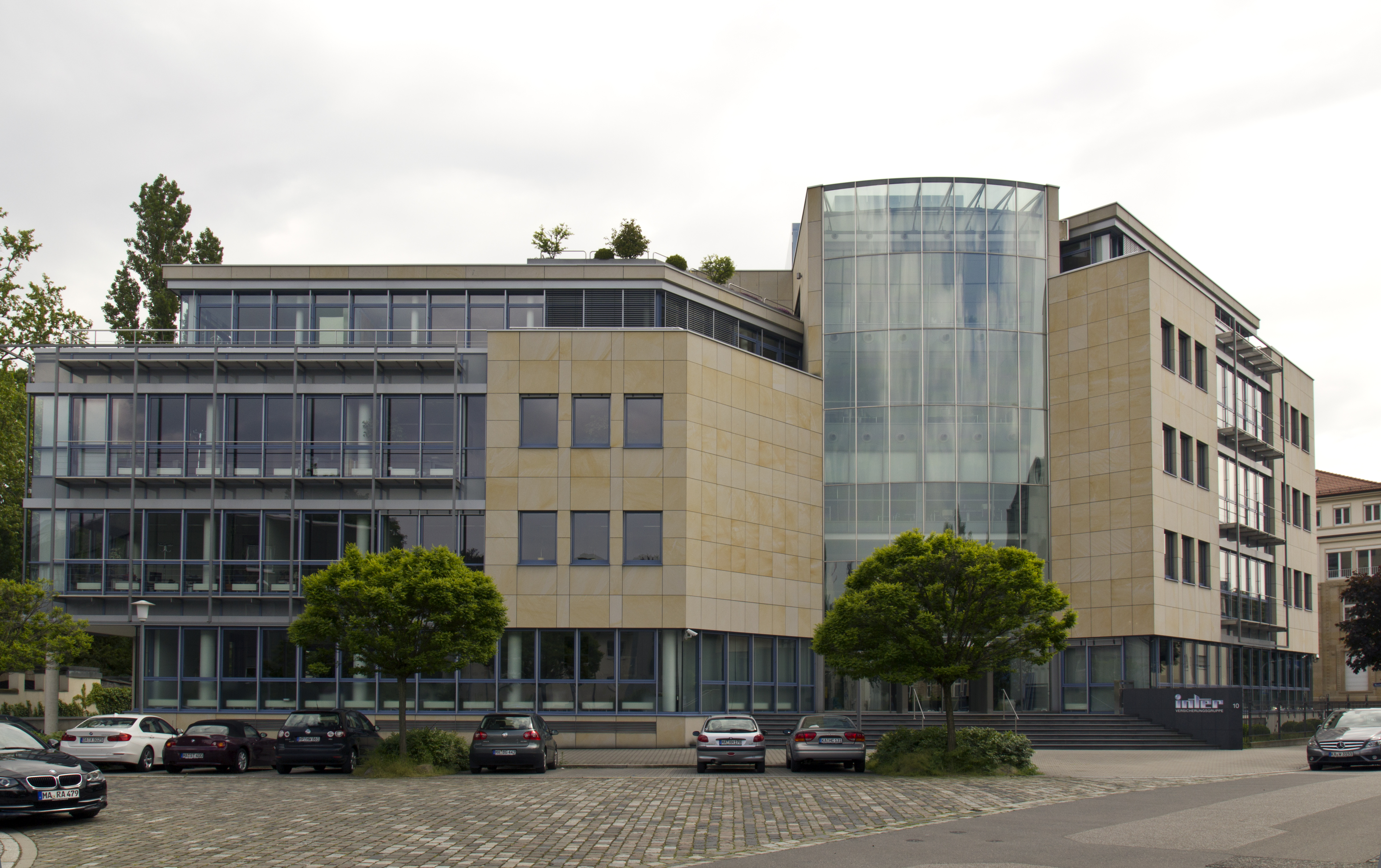
Direktion in Mannheim

Inter Versicherungsgruppe ist eine Versicherungsgruppe mit Sitz in Mannheim. Dort sind derzeit rund 1000 Mitarbeiter beschäftigt, insgesamt beschäftigt das Unternehmen 1.600 Mitarbeiter. Deutschlandweit ist die Inter mit zahlreichen Geschäftsstellen und rund Mitarbeitern im Innen- und Außendienst vertreten.
Der Umsatz des Konzerns belief sich im Jahr 2024 auf 1.069,2 Millionen Euro.

## Geschichte
Die Inter Lebensversicherung geht zurück auf die 1910 von der Handwerkskammer Berlin gegründete Versicherungsanstalt Ostdeutscher Handwerkskammern (VOHK). Aus der VOHK wurden 1930 zwei selbständige Vereine für Lebens- und Krankenversicherungen.
1926 wurde die Krankenunterstützungskasse Nothilfe in Ludwigshafen gegründet. Sie verlegte 1935 ihren Standort an den heutigen Sitz der Inter in Mannheim. 1963 begann die Kooperation mit der VOHK. 1968 fusionierte die Nothilfe mit der VOHK Krankenversicherung und firmierte ab 1971 als Inter Krankenversicherung aG. Zugleich wurde die VOHK Lebensversicherung zur Inter Lebensversicherung aG. 1976 fusionierte sie mit der Rheinisch-Westfälischen Lebensversicherung aus Wuppertal.
1981 wurde die Inter Allgemeine Versicherung als Unfallversicherung gegründet. 1993 nahm sie Sach- und Haftpflichtversicherungen ins Programm und 2001 durch die Übernahme von Sampo Deutschland in Köln das Industrieversicherungsgeschäft. Der Industriebestand wurde mittlerweile wieder veräußert.
1991 bildete die Inter mit der Freien Arzt- und Medizinkasse einen Gleichordnungskonzern. 1994 übernahm sie die Mehrheit an der Bausparkasse Mainz und 1996 der polnischen TU Fortuna, die seit 2000 TU Inter Polska heißt.
Bis Ende September 2016 war die Inter Krankenversicherung aG die Konzernmutter.

## Geschäftsfelder
Als berufsständischer Versicherer bietet die Inter Versicherungsgruppe Angebote unter anderem für Ärzte, Zahnärzte und Handwerker. Die Krankenversicherung ist der größte und bekannteste Versicherungsbereich. Im Komposit-Bereich baut die Inter ihre Produktpalette – insbesondere für gewerbliche Kunden – kontinuierlich aus. Auch bei der Lebensversicherung verfügt das Unternehmen über zahlreiche Produkte.

## Unternehmensstruktur
Inter Versicherungsverein aG
An der Spitze der Inter Versicherungsgruppe steht der Inter Versicherungsverein aG, der als Versicherungsverein auf Gegenseitigkeit von seinen Mitgliedern getragen wird, die Versicherungsnehmer bei den konzernangehörigen Versicherungsunternehmen sind.
Die Inter Versicherungsgruppe ist ein unabhängiger Versicherungskonzern, der eine umfassende Produktpalette für Privat- und Gewerbekunden anbietet. Spezielle Angebote richten sich insbesondere an Kunden aus dem Heilwesen und dem Handwerk.
Der Inter Versicherungsverein aG nimmt im Wesentlichen eine Holdingfunktion für die unmittelbar oder mittelbar gehaltenen Tochtergesellschaften wahr. Seine Wurzeln reichen bis in das Jahr 1926 zurück. Die Bilanzsumme der Inter Versicherungsgruppe beträgt über alle konzernangehörigen Gesellschaften 12.374,6 Millionen EUR (Stand: 31. Dezember 2024). Sie beschäftigt über 1.600 Mitarbeiter im Innen- und Außendienst.
Inter Krankenversicherung AG
Die Inter Krankenversicherung AG entwickelte sich aus der im Jahre 1926 gegründeten Krankenunterstützungskasse „Nothilfe“. Neben der privaten Krankheitskostenvollversicherung umfasst das Angebot Zusatzversicherungen zur individuellen Absicherung gesetzlich Versicherter. Hierzu zählt auch der weltweite Versicherungsschutz durch die Auslandsreisekrankenversicherung.
Inter Lebensversicherung AG
Die Inter Lebensversicherung AG entwickelte sich aus der im Jahre 1910 gegründeten „VOHK Versicherungsanstalt Ostdeutscher Handwerkskammern V.a.G.“ Die Produkte der Inter Lebensversicherung AG sichern gegen Risiken der Berufs- und Erwerbsunfähigkeit sowie für den Pflege- oder Todesfall ab und sorgen privat für die Zeit nach dem aktiven Berufsleben vor. Gewerblichen Kunden, insbesondere aus dem Handwerk, bietet sie die Durchführung der betrieblichen Altersvorsorge für deren Arbeitnehmer an.
Inter Allgemeine Versicherung AG
Die Inter Allgemeine Versicherung AG wurde 1981 als Unfallversicherungsunternehmen gegründet. Seit 1993 wurde das Versicherungsangebot auf die Sparten Sach- und Haftpflichtversicherungen erweitert und seit 2012 für gewerbliche Kunden um Technische Versicherungen ergänzt. Weitere spezielle Versicherungslösungen bietet die Inter Allgemeine Versicherung AG über Kooperationspartner bzw. Beteiligungen an.
Bausparkasse Mainz AG
Seit September 1993 bietet die Inter Versicherungsgruppe Bauspar-Finanzdienstleistungen durch die Bausparkasse Mainz AG an, die seit 2012 zu 100 % zur Inter Versicherungsgruppe gehört.
TU Inter Polska S.A. und TU Inter-ZYCIE Polska S.A.
Durch ihre in Warschau ansässigen Tochterunternehmen bietet die Inter Versicherungsgruppe Lebens-, Kranken- und Sachversicherungen in Polen an.
Freie Arzt- und Medizinkasse VVaG
Die Freie Arzt- und Medizinkasse der Angehörigen der Berufsfeuerwehr und der Polizei VVaG (FAMK) hat über 100 Jahre ihre Mitglieder aus dem Kreis von Berufsfeuerwehr, Polizei und Justiz in Hessen mit maßgeschneidertem Krankenversicherungsschutz und Beihilfeserviceleistungen versorgt. Über 30 Jahre lang bestand eine enge Kooperation der FAMK mit der Inter Versicherungsgruppe. Aufgrund veränderter Rahmenbedingungen hat sich die Mitgliedervertreterversammlung der FAMK entschlossen, mit der Inter Krankenversicherung AG zu fusionieren. Am 29. November 2024 wurde die Fusion durch eine sogenannte Vermögensvollübertragung im Handelsregister eingetragen. Damit ist sie rückwirkend zum 1. Januar 2024 wirksam geworden und die Inter Krankenversicherung AG ist an Stelle der FAMK in alle bestehenden Versicherungsverträge eingetreten. Das übertragene Vermögen erstreckt sich neben dem von der FAMK abgeschlossenen Versicherungsgeschäft auf alle übrigen Vermögensgegenstände, Verbindlichkeiten, Recht und Pflichten. Die FAMK ist somit als Versicherungsunternehmen in der Inter Krankenversicherung AG aufgegangen. Die Bezeichnung FAMK bleibt als Marke Versicherungsgruppe erhalten und steht für die besonderen Leistungen, die für die hessischen beihilfeberechtigten Versicherten weiterhin angeboten werden.

## Organe
Aufsichtsrat
- Vorsitzender: Peter Thomas (seit 2014)

Vorstände
- Roberto Svenda, Sprecher des Vorstands
- Günther Blaich, Vorstandsmitglied
- Sven Koryciorz, Vorstandsmitglied

## Engagements
- Ausbildungs-Wettbewerb „Ausbildungs-Ass“[1]
- Eishockeyteam Adler Mannheim
- Tennisklub Grün-Weiss Mannheim
- Weitsprung-Weltmeisterin Malaika Mihambo
- Mitglied im Zentralverband des Deutschen Handwerks
- E-Markenpartner des Zentralverbandes der Deutschen Elektro- und Informationstechnischen Handwerke (ZVEH)[2]